# Opération Treffenfeld
L'opération Treffenfeld est une opération militaire de la Wehrmacht contre les maquis de l'Ain et du Haut-Jura s'étant déroulée du 11 au 21 juillet 1944.
Localement, l'expression « Juillet rouge » est utilisée pour désigner ces événements, rappelés notamment par plusieurs odonymes : « place » ou « rue du 11-Juillet-1944 », « rue du 18-Juillet-1944 », etc.

## Histoire

### Organisation et objectifs
À l'arrivée de l'été 1944, l'état-major allemand craint un débarquement des Alliés en Provence. Les troupes allemandes situées dans le sud-est de la France doivent avoir une zone de repli. Deux grandes opérations sont mises en place pour lutter contre les maquis alpins et jurassien : l'opération Bettina contre les maquis du Vercors et l'opération Treffenfeld contre les maquis de l'Ain et du Haut-Jura. Cette opération est décidée  par le lieutenant-général Wilhelm Hederich  dont le P.C. est installé à Dijon. Les forces allemandes prévues pour l'opération sont quelques unités de la 157e division de réserve, la Sicherheitspolizei et trois régiments de la Freiwilligen-Stamm-Division. 9 000 hommes sont engagés pour l'opération, soit deux fois plus qu'au cours de l'opération Frühling car malgré les opérations précédentes et depuis le débarquement de Normandie en juin 1944, les effectifs des maquis s'accroissent rapidement.
Les objectifs principaux sont de reprendre les villes de Nantua et d'Oyonnax qui sont contrôlées par la Résistance et de libérer les soldats allemands emprisonnés. Tous les moyens peuvent être employés pour la destruction du maquis de l'Ain et du Haut-Jura. Les troupes s'en prennent principalement aux populations en violant ou tuant et aux habitations en pillant et en incendiant. La stratégie employée est de faire venir des colonnes de la Freiwilligen-Stamm-Division depuis le nord et le sud du département pour repousser les maquisards vers l'est en direction des bataillons de chasseurs de montagne de la 157e division de réserve.

### Mise en place de l'opération
Le 8 juillet 1944, des unités de la 157e division de réserve opèrent autour d'Artemare pour reprendre un point stratégique, situé à l'entrée d'un tunnel à deux kilomètres de Virieu-le-Grand, et pris la veille par les maquisards. L'assaut débute le 9 juillet au nord et à l'ouest d'Artemare puis les opérations s'étendent à Champagne-en-Valromey le 10 juillet pour reprendre le col de Richemond. Pour l'opération à venir, le poste de commandement est installé à Culoz avant d'être transféré à Artemare.
Le 9 juillet 1944, des unités de la Freiwilligen-Stamm-Division arrivent aux alentours de Bourg-en-Bresse. Elles précèdent l'arrivée de Klaus Barbie et du docteur Keller, représentant Fritz Sauckel, un spécialiste de la chasse aux réfractaires du STO. Indépendamment de l'opération militaire contre le maquis, les hommes ont pour objectif la rafle de 1 280 hommes entre 17 et 45 ans pour le travail forcé en Allemagne. Après requête du préfet de l'Ain, la rafle est suspendue le 13 juillet 1944 pour donner priorité aux opérations militaires, l'état-major allemand craignant un soulèvement des populations. La plupart des prisonniers sont relâchés, mais vingt-cinq d'entre eux sont abattus. D'autres exécutions sont pratiquées par Klaus Barbie et ses hommes au cours du mois de juillet.

### Déroulement de l'opération
L'opération Treffenfeld se déroule du 11 au 21 juillet 1944 où un régiment supplémentaire est reçu à Artemare. L'ordre est donné d'attaquer les régions d'Hauteville et Nantua. Le 12 juillet 1944, les troupes allemandes ont pris possession du col de Richemond, d'Hotonnes, de Ruffieu et du col de la Rochette. En parallèle, un bataillon est en place sur la ligne reliant Bellegarde-sur-Valserine à Saint-Germain-de-Joux pour empêcher un repli des maquisards vers le nord.
Henri Romans-Petit, conscient de l'infériorité numérique des maquisards face aux troupes allemandes, décide d'éviter le combat. Il organise des opérations de sabotage contre les convois dans le but de les ralentir et de permettre le repli de ses troupes. Un autre objectif aurait été de conserver certaines zones libérées en vue de l'opération Cadillac qui devait se dérouler le 14 juillet 1944, mais Henri Romans-Petit prend conscience de l'impossibilité d'assurer la protection du parachutage et annule la mission pour le département de l'Ain. Le 12 juillet 1944, un accrochage a lieu à Pont-d'Ain entre les maquisards et la Freiwilligen-Stamm-Division. À la suite d'échanges de tirs, Henri Girousse ordonne le repli des hommes mais pour ralentir la progression allemande, ils placent en embuscade les compagnies Verduraz et Louison sur le plateau d'Hauteville-Lompnes le long de la route nationale 84. Le repli des maquisards du groupement sud a lieu en forêt d'Arandas.
De son côté, le groupement nord doit maintenir une zone dite de défense autour d'Oyonnax. L'armée allemande arrive de Dijon, Dole et Besançon, elle tente une manœuvre d'encerclement en passant par les routes d'Orgelet, Thoirette, Izernore d'une part et de Saint-Claude, Dortan, Oyonnax d'autre part. Noël Perrotot répartit des unités dans le secteur et met en place une stratégie qui consiste à maintenir les positions. Il est prévu qu'un ordre de repli soit donné le 12 juillet 1944 à 22 heures. L'avancée allemande est ralentie depuis le Jura, mais les troupes progressent. Le 12 juillet 1944, elles participent à la destruction des villages de Lavancia, Epercy et Rhien. Le massacre de Dortan à lieu le 21 juillet 1944. Les troupes allemandes prennent Oyonnax le 14 juillet 1944.
À l'est du département, une section de la compagnie Lorraine sous le commandement de Léon Boghossian et des sédentaires de l'Armée secrète emmenées par André Lamblot essaient de contenir la 157e division de réserve. Les combats ont lieu à Saint-Germain-de-Joux. Les soldats allemands utilisent la population locale comme « bouclier humain » et avancent. Le 12 juillet 1944,  les maquisards étant encerclés, Henri Romans-Petit donne l'ordre à André Lamblot de battre en retraite. 
Le groupement ouest a pour mission d'intercepter les convois allemands au départ de Bourg-en-Bresse. Ils utilisent la rivière d'Ain comme ligne de défense. Le 11 juillet 1944, les soldats allemands menacent Neuville-sur-Ain puis la vallée du Suran. Les hommes du groupement ouest tendent des embuscades le long de la progression allemande. Le 12 juillet, les sections répondent à l'ordre de repli et pour couvrir leurs arrières détruisent une partie du viaduc de Cize et le pont de Serrières-sur-Ain.
Par le biais de Denis Johnson qui remplace Richard Heslop au maquis de l'Ain, l'état-major des Forces françaises de l'intérieur à Londres suit les combats qui se déroulent. Ils apprennent qu'à cause de la puissance de l'attaque allemande, les maquisards se retirent dans les montagnes. Denis Johnson demande que la Royal Air Force attaque l'aérodrome d'Ambérieu : le lendemain,  16 juillet 1944, six avions britanniques bombardent l'aérodrome et détruisent 42 Messerschmitt.
À la mi-juillet, des mitrailleuses et des mortiers sont parachutés dans la région d'Échallon et de la chartreuse de Portes. Le premier parachutage, que la BBC a annoncé de façon claire : « Vous recevrez ce soir 6 appareils sur la prairie d'Échallon », a lieu dans la nuit du 14 au 15 juillet 1944. L'information passée en clair fait que la Wehrmacht en est rapidement informée, mais les maquisards n'arrivent pas à le faire annuler. Malgré le blocage de toutes les routes par les soldats allemands, des groupes de maquisards sont désignés pour récupérer les containers. L'opération de récupération des 64 containers se termine le 15 juillet à 8 heures du matin, mais les traces laissées par les déplacements des maquisards font qu'une troupe de 500 soldats allemands les retrouve. Durant l'affrontement 15 maquisards sont tués et 55 containers sont récupérés. Par vengeance, douze fermes sont également incendiées.

### Bilan de l'opération
Le quartier de La Vallière à Cuisiat, le village de Pressiat, les hameaux de Roissiat , de Chevignat et le village de Verjon sont incendiés par une première colonne allemande.
Une autre colonne incendie le village de Poisoux, inclus depuis dans la commune nouvelle de Val d'Épy. 
Au total, 278 bâtiments sont brûlés, dont 45 à Cuisiat, 82 à Pressiat, 67 à Chevignat et Roissiat, 47 à Verjon , 31 à Poisoux, 1 à Saint-Rémy et 5 à Valresson.
À la fin de la mission dans le maquis de l'Ain, les deux divisions allemandes se rendent dans le Vercors. Aucun soldat allemand n'est laissé autour d'Oyonnax et Nantua.
La population d'Oyonnax et Nantua, les villes les plus touchées au cours des opérations, a le sentiment que les maquisards l'ont abandonnée durant l'opération. Elle redoute que les maquis ne reviennent et n'entraînent avec eux une augmentation des pillages puis de nouvelles opérations allemandes. 
À Bellegarde-sur-Valserine, le discours est plus modéré, mais le retour de maquis n'est pas non plus souhaité. Au contraire, à Ambérieu-en-Bugey, la population est favorable au retour des maquis puisque les sabotages qu'ils ont provoqués sur les installations ferroviaires ont évité des bombardements de la Royal Air Force.
Les décisions d'Henri Romans-Petit sont remises en cause par Alban Vistel dans un rapport daté du 31 juillet 1944 : « Au point de vue politique tout est à refaire, mais unanimité contre le maquis et surtout contre le commandement. Pas de discipline et les chefs plus préoccupés de faire la « bombe » […] Romans n'a plus la confiance de la population. ».
Le sentiment d'abandon par la population est en contraste avec les combats livrés par les maquisards puisque les pertes humaines sont importantes. Au cours de l'opération Treffenfeld, les Allemands revendiquent la mort de 450 personnes dont une partie de civils. Les pertes des Forces françaises de l'intérieur sont de 85 tués et 80 blessés.
Au cours de l'opération, trois fois plus de soldats allemands ont été engagés que lors de l'opération Caporal ; le nombre de civils exécutés est multiplié par quatre, le nombre d'habitations détruites est multiplié par six.

## Sources et autres références

### Sources principales
- Cet article est partiellement ou en totalité issu de l'article intitulé « Maquis de l'Ain et du Haut-Jura » (voir la liste des auteurs).
- Patrick Veyret, Histoire secrète des Maquis de l'Ain : Acteurs et enjeux, Châtillon-sur-Chalaronne, La Taillanderie, 2010, 399 p. (ISBN 978-2-87629-325-0)

1. ↑  p. 244.
2. 1 2  p. 245.
3. ↑  p. 243.
4. 1 2 3 4  p. 246.
5. 1 2 3 4 5 6  p. 247.
6. ↑  p. 248.
7. 1 2  p. 249.
8. ↑  p. 250.
9. 1 2 3 4  p. 252.
10. 1 2  p. 253.
11. ↑  p. 254.
12. ↑  p. 255.
13. 1 2  p. 257.
14. 1 2  p. 258.
15. 1 2  p. 259.
16. 1 2  p. 260.
17. ↑  p. 256.

### Autres références
1. ↑  « Enfance de mon père durant la seconde guerre mondiale », sur Bibliothèque municipale de Lyon - Le Guichet du Savoir (consulté le 17 juillet 2017).
2. 1 2 3  « Le grand brûle de juillet 1944 », sur bresse-revermont.fr (consulté le 17 juillet 2017).